# Мариене
Мариенейе — авиастроительный завод Эрнста Хейнкеля, существовавший в городе Росток с 1939 по 1945 год.

## История завода

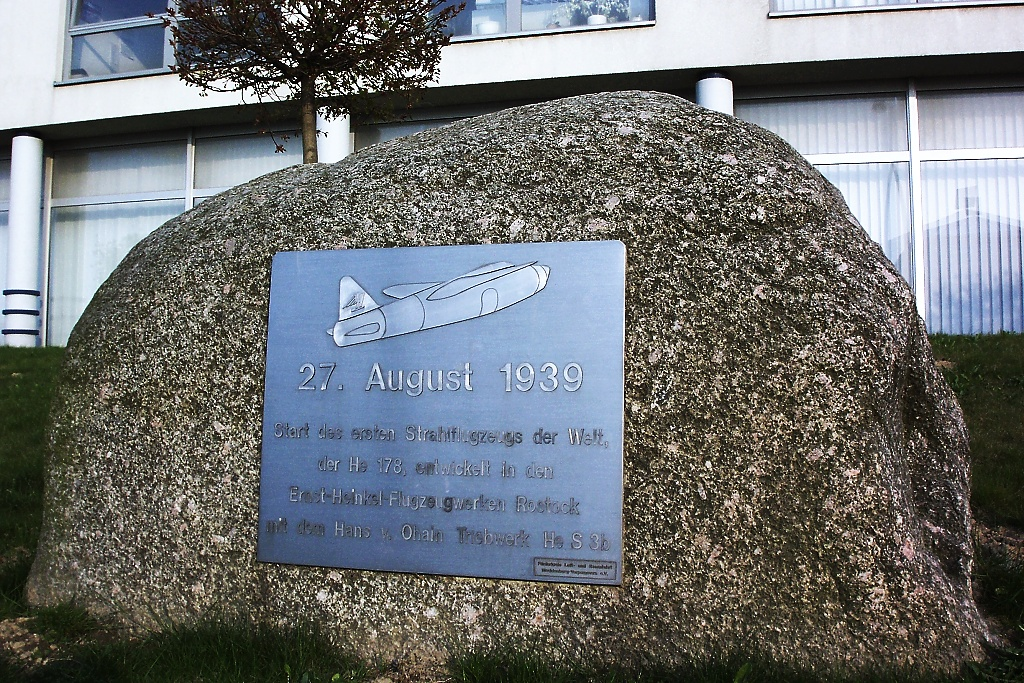

Завод «Маринее» (Marienehe) являлся центральным (Mutterwerke) сборочным заводом компании Heinkel Flugzeugwerke, который серийно выпускал бомбардировщики Heinkel He 111, дальний бомбардировщик Heinkel He 177, ночной бомбардировщик Heinkel He 219 Uhu, комплектующие для ракет «ФАУ», опытные образцы новейшей авиационной техники, разрабатываемой под руководством Хейнкеля.
Ранним утром 27 августа 1939 года Эрих Варзиц впервые в истории авиации поднял в воздух над аэродромом завода «Марине» самолёт с турбореактивными двигателями Не 178V1. 
К 1942 году на заводе «Марине» работало около 16 тысяч рабочих, среди которых было немало иностранцев, вывезенных в Германию: русских, поляков, голландцев, венгров, итальянцев, французов.
В августе 1944 года мощный налет армады из трёхсот бомбардировщиков «Летающая крепость» Б-17 оставил на месте завода «Марине» груды развалин. Восстановить завод уже было невозможно. В сентябре 1944 года последовал ещё один налет, после чего завод прекратил своё существование.
Остатки завода вывезли после войны в СССР в соответствии с международными соглашениями между союзными державами США, СССР, Великобритании. В ГДР на месте авиазавода «Марине» построили огромный рыбный комбинат. После воссоединения двух Германий этот комбинат оказался не востребованным экономикой, и в 1990-х годах его закрыли.

## Использование труда заключенных
Невольники из СССР в Ростоке содержались в двух лагерях: «Спорт-Паласт» и «Бриксмандорфе». Оба данных лагеря являлись подлагерями концлагеря Равенсбрюк и имели общее название «Росток-Маринее» («Rostock-Marienehe»). «Спорт-Паласт» и «Бриксмандорфе» располагались достаточно далеко от завода. Лагерь «Спорт-Паласт» находился на расстоянии 7 километров. Подъем в лагере охранники с овчарками осуществляли в 4 часа утра. Распорядок предполагал полтора часа «на туалет», построение в 6 часов. На завод колонну в сопровождении охранников с собаками вели в течение 2 часов. Рабочий день на заводе начинался в 8 утра, заканчивался в 19 часов.
На заводе «Марине» все, кроме немцев, носили на груди опознавательные знаки. Русские рабочие кроме матерчатой нашивки «OST» носили ещё треугольный жёлтый жетон «R», поляки «P», все другие иностранцы (голландцы, французы, венгры, итальянцы, чехи) «А» (ауслендер, иностранец). Куртки военнопленных французов сзади отмечались знаком «KG» (военнопленный), советских военнопленных «SU» (Совьет Юнион).

## Продукция завода
- Heinkel He 176 — первый в мире турбореактивный самолёт на жидком топливе (прототип)[2]
- Heinkel He 178 — первый в мире самолёт с турбореактивными двигателями[2]
- Heinkel He 219 Uhu — двухмоторный поршневой ночной истребитель[3]
- Heinkel He 280 — истребитель (реактивный)[2]

## Завод «Марине» в искусстве
- 1967 — роман Игоря Бондаренко «Кто придёт на «Мариине»»
- 1978 — роман Игоря Бондаренко «Такая долгая жизнь»